# گورستان ابوطالب
قبرستان ابوطالب قبرستانی است که در میان پارسی‌زبانان به این نام شناخته شده است و نام‌های دیگر آن جنت المعلی و نیز قبرستان حجون می‌باشد. این قبرستان در مکه است که شامل قبور سرشناسان صدر اسلام می‌باشد از جمله:
- ابوطالب بن عبدالمطلب
- خدیجه بنت خویلد
- قاسم بن محمد
- آمنه بنت وهب

همچنین برخی شخصیت‌های پیش از اسلام از جمله:
- عبدمناف، پدربزرگ پدربزرگ محمد
- هاشم بن عبدمناف
- عبدالمطلب

و نیز پیکر عبدالله بن زبیر برای مدتی در این مکان به نمایش گذاشته و سپس در آن دفن شد.

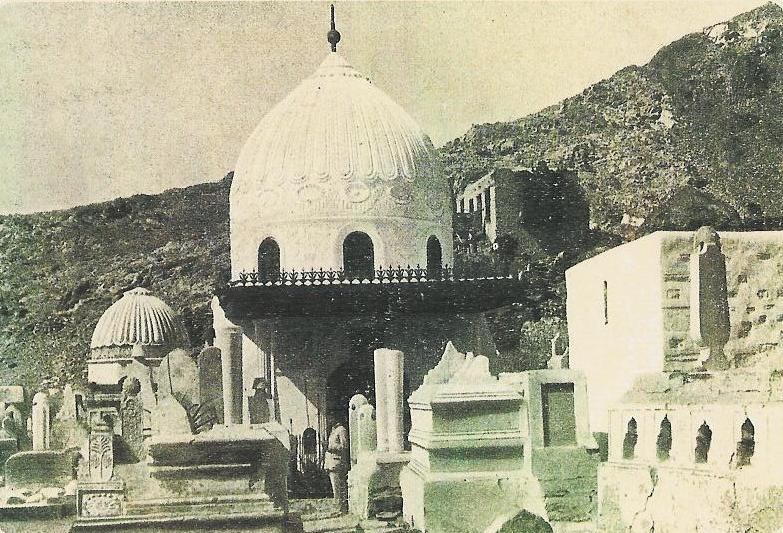
آرامگاه خدیجه پیش از تخریب

قبور این قبرستان در ۱۹۲۵ همان سالی که آرامگاه‌ها در بقیع توسط ملک عبدالعزیز، شاه سعودی تخریب شدند، نابود شدند. این واقعه با وجود اعتراض جامعه جهانی اسلامی به وقوع پیوست. برخی شیعیان تا به امروز در روز تخریب حرم‌های بقیع به دست آل سعود مشهور به یوم غم به سوگواری می‌پردازند.